# Памятник героям Отечественной войны 1812 года (Полоцк)
Памятник героям Отечественной войны 1812 года (прежнее название Памятник в воспоминание Отечественной войны 1812 года) — один из десяти памятников 2-го класса, созданных по проекту архитектора Антонио Адамини, которые планировалось установить в местах боёв времён Отечественной войны 1812 года.
Воздвигнут в 1850 году в центре Полоцка на Корпусной площади (современная площадь Свободы) в «воспоминание Отечественной войны 1812 года».
Памятник выполнен в русско-византийском стиле.

## История создания
15 ноября 1835 года российский император Николай I утвердил доклад министра финансов о возложении на Санкт-Петербургский Александровский литейный завод отливки и постановки 16 памятников, предназначенных к сооружению на местах сражений 1812 года, которые были разделены по величине, оформлению и важности на три класса: 1-го класса — один памятник, 2-го класса — 10 и 3-го класса — 5. Затем заказ был передан Луганскому литейному заводу.
25 апреля 1846 года из Санкт-Петербурга на Луганский литейный завод были отправлены модели для Полоцкого памятника.

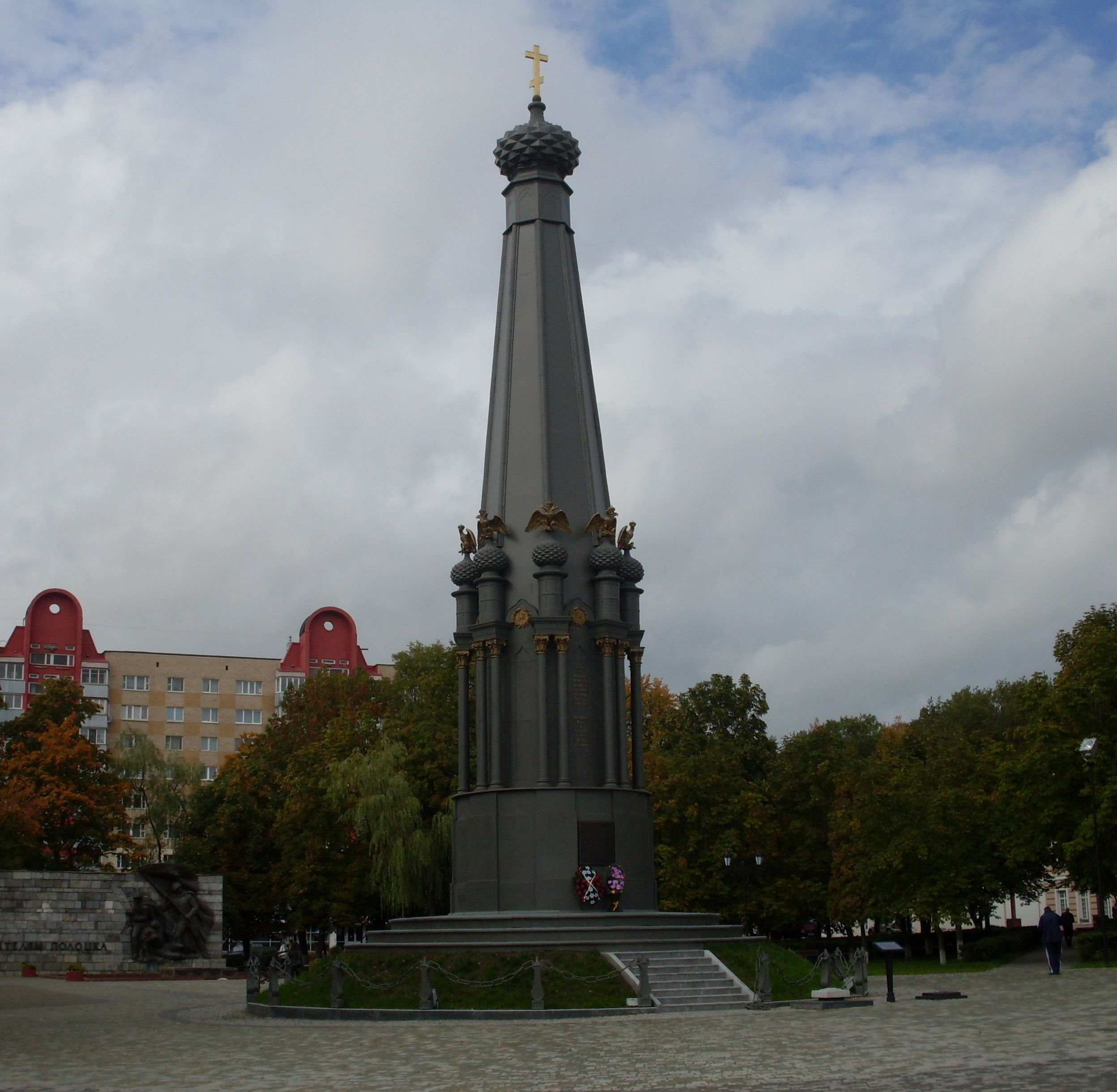
Памятник героям Отечественной войны 1812 года. Фотоснимок 2010 года

### Итоговый проект
Конкурс на лучший проект памятника выиграл архитектор из Санкт-Петербурга Антонио Адамини, итальянец швейцарского происхождения. В 1834 году он руководил работами по водружению Александрийского столпа на Дворцовой площади в Санкт-Петербурге.

### Подготовительные работы
В 1836 году в Витебскую губернию был командирован подполковник Яковлев, офицер Генерального штаба, с целью выбора места для установления памятника. Яковлев рекомендовал установить памятник на площади против кадетского корпуса. Отчет подполковника был утвержден Николаем I.

### Изготовление памятника
Ответственным за устройство фундамента для Полоцкого памятника и домика для инвалида при нем был назначен в 1846 году председатель Витебской казённой палаты.
Непосредственное руководство работами осуществлял архитектор титулярный советник Фиксен.
В апреле 1847 года началась отливка первых частей Полоцкого памятника на Луганском литейном заводе.
25 июня 1848 года произошла торжественная закладка фундамента памятника.
Спустя 22 месяца после начала отливки на Луганском заводе приступили к предварительной сборке памятника. Позолота частей Полоцкого памятника производилась гальванопластическим методом и была закончена 10 декабря 1849 года.

### Заключительный этап
10 мая 1849 года части памятника начали отгружать с Луганского завода для отправки в Полоцк. К месту сборки 1985 частей памятника были доставлены к 9 декабря 1849 года.

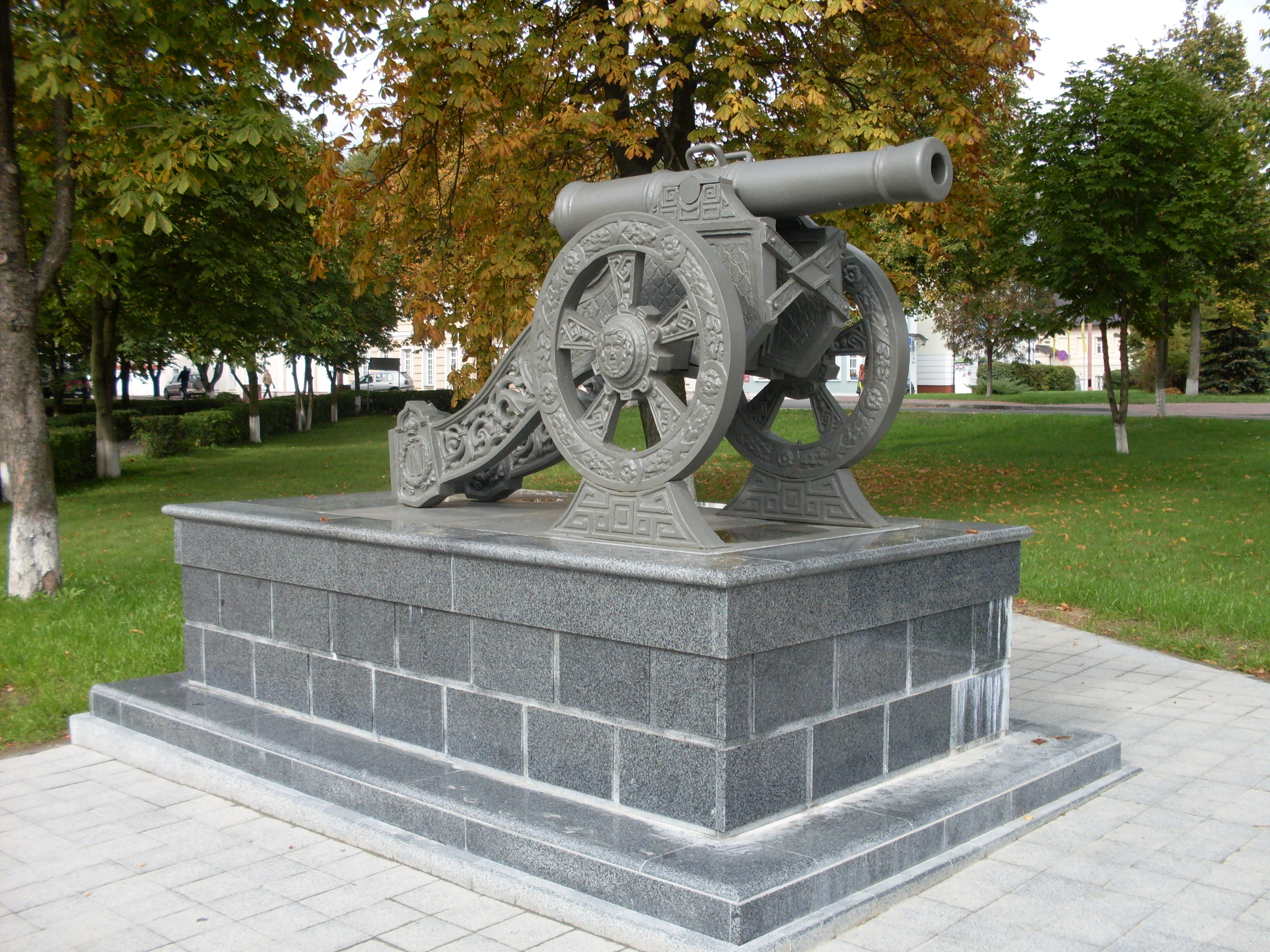
Французская пушка у Памятника героям Отечественной войны 1812 года

К 1 мая 1850 года Полоцкий памятник был собран. Оставалось только установить позолоченные части. 16 июня 1850 года обоз с позолоченными частями памятника прибыл в Полоцк.
5 августа 1850 года мастер Бровкин с командой мастеровых из 11 человек, после выполнения всех работ по установке памятника в Полоцке, возвратился на Луганский чугунолитейный завод.
По докладу департамента горных и соляных дел 18 октября 1850 года, согласно представления Витебской казённой палаты, состоялось награждение мастера Бровкина и тридцати мастеровых Луганского литейного завода, бывших в Полоцке для установки памятника.
18 апреля 1851 года министр финансов за отличную усердную службу и труды, оказанные пробирером Луганского завода, горным инженером, штабс-капитаном Филипьевым, который занимался золочением бронзового купола памятника, впервые внедрив на заводе подобную технологию, объявлена ему благодарность.

### Открытие памятника
Открытие памятника состоялось 26 августа (7 сентября) 1850 года в канун юбилея Бородинской битвы. На церемонии присутствовали наследник российского престола цесаревич Александр Николаевич, архиепископ Василий (Лужинский), генерал-губернатор Витебский, Могилёвский и Смоленский, военный губернатор Витебска и Витебский гражданский губернатор, губернский и уездный предводители дворянства, в строю кадеты Полоцкого корпуса. Открытие сопровождалось крестным ходом и торжественным богослужением у подножия памятника, в котором принимали участие коленопреклонённые войска и сам наследник.
По окончании молебна архиепископ Василий (Лужинский) обратился к кадетам:

К вам теперь обращаю моё пастырское слово, юные питомцы России, будущие воины русского царя. Пред лицом его императорского высочества государя наследника, августейшего начальника нашего, возвеличившего своим присутствием настоящее торжество, запечатлейте навсегда в невинных сердцах и умах ваших память о настоящем событии
— Викентьев, В. П. Полоцкий кадетский корпус. - Полоцк : Х. В. Клячко, 1910. — С. 185—187.
В завершение торжественного мероприятия батальон кадет прошёл мимо памятника церемониальным маршем.

### Уничтожение памятника
В начале 30-х годов XX столетия (1931—1932) Полоцкий памятник был снесён «на металл для нужд I пятилетки». Вместо памятника в память событий 1812 года был сооружен памятник В. И. Ленину.

## Описание памятника
Полоцкий памятник-часовня представляет собой восьмигранную усеченную пирамиду на цилиндрическом постаменте, увенчанную луковичным куполом с позолоченным православным крестом. Вокруг средней части пирамиды расположено восемь пар колонн с позолоченными двуглавыми орлами наверху.
Текст на табличке памятника:
Вверху:

Битва при Полоцке 5 и 6-го августа и взятие сего города приступом 7-го октября 1812 года

Внизу:

Поражение Удино и Сен-Сира графом Витгенштейном

На противоположной стороне памятника:

Взято в плен неприятеля 4500 ч. Отбито 3 орудия

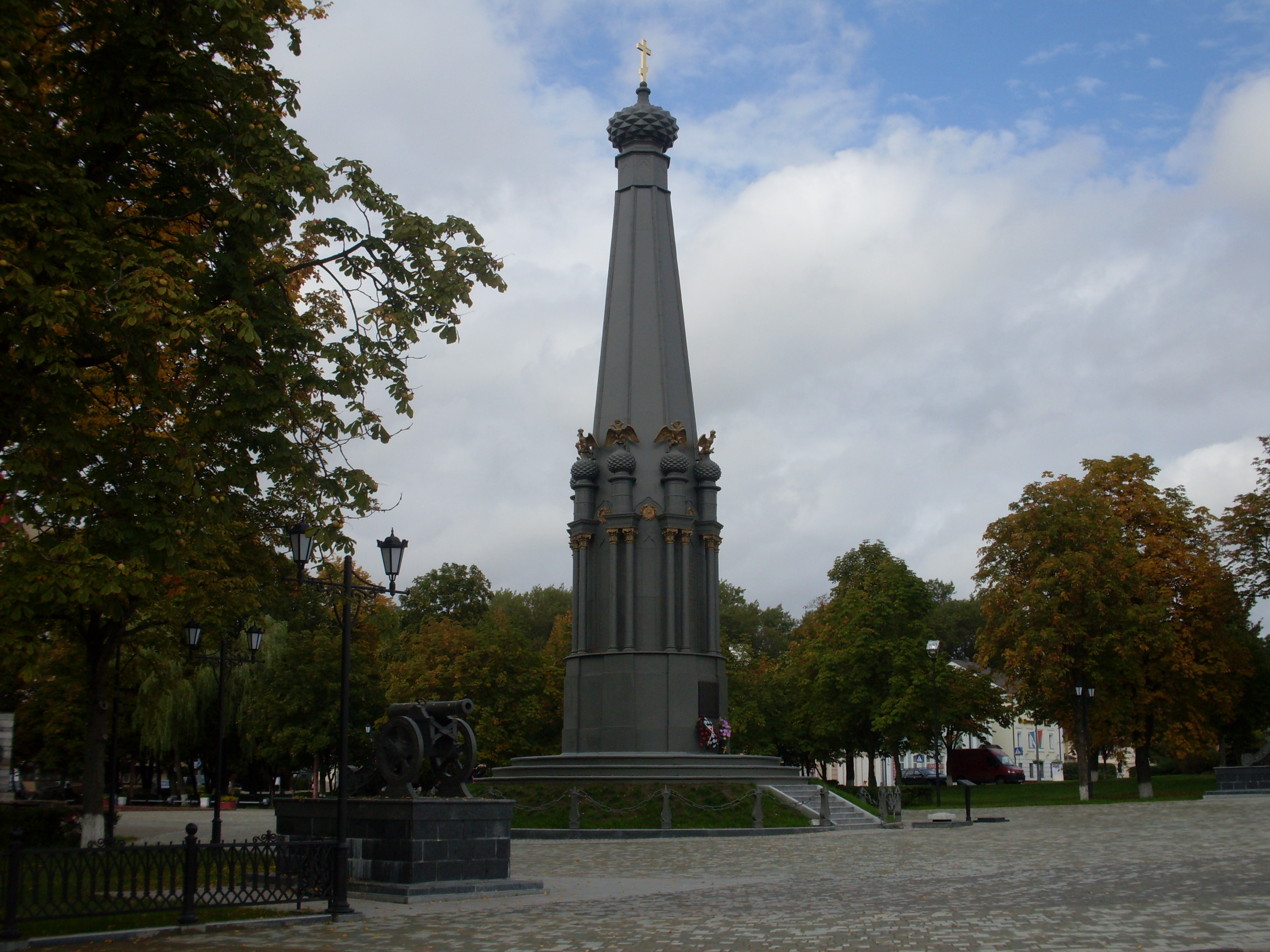
Памятник героям Отечественной войны 1812 года. Фотоснимок 2010 года

### Характеристики
- Общая высота сооружения 23,77 м.
- Общий вес 110 тонн.

### Икона
На Полоцком памятнике установлен образ с изображением святых мучеников Сергия и Вакха, память которых православная церковь празднует 7 октября (20 октября), в день решающего штурма Полоцка.
Эскиз образа был подготовлен художником А. В. Нотбеком. Ко дню освящения памятника икона святых мучеников Сергия и Вакха не была готова. Поэтому на памятнике был временно укреплён образ Христа Спасителя, взятый из церкви Полоцкого кадетского корпуса.
9 апреля 1852 года образ святых мучеников Сергия и Вакха, доставленный из Санкт-Петербурга, был укреплён на памятнике.

## Работы по дополнению и реставрации

### Работы 1912 года
Осенью 1912 года состоялось празднование победы над французами под Полоцком. В город прибыли делегации полков, участвовавших в боях под Полоцком. От каждого полка к памятнику были прикреплены мемориальные доски.
Вокруг памятника возвели ажурную железную ограду.

### Восстановление памятника в 2010 году
В июле 1988 года в Полоцке начался сбор средств на восстановление памятника. 18 января 1989 года Полоцкий горисполком принял решение № 15 «О восстановлении памятника Отечественной войны 1812 года в городе Полоцке».
Однако после развала СССР проект восстановления был на время забыт.
В 2006 году председатель Полоцкого городского исполнительного комитета В. С. Точило обратился с письмом в Парламентское Собрание Союза Беларуси и России с просьбой содействовать в восстановлении памятника.
Ответ был положительным. Решение было принято в июне 2006 года на тридцатой сессии Парламентского собрания Союзного государства, которое проходило в Полоцке. В июне 2006 года в сквере на площади Свободы в Полоцке, в знак будущего восстановления памятника, был поставлен символический камень. Городскими властями была проделана работа по включению проекта восстановления памятника в «Комплексную программу развития Полоцка на 2008—2012 годы» (Указ Президента Республики Беларусь № 647 от 17 декабря 2007 года), подписанную Президентом Республики Беларусь А. Г. Лукашенко.
Проект памятника Героям Отечественной войны 1812 года в Полоцке был готов в августе 2009 года. 20 августа 2009 года проект был утверждён на заседании Республиканского художественно-экспертного совета по монументальному и монументально-декоративному искусству.
В 2009 году полоцкими краеведами А. Г. Буховецким и С.Н.Глушковым была обнаружена пластина с обращением к потомкам, заложенная в фундамент Полоцкого памятника в 1848 г.:
«1848 года  Iюня 25 дня въ благополучное царствованiе Его Императорского Величества Государя Императора Николая  Павловича , Самодержца Всеросciйскаго, заложен памятник  сей по Высочайшему Его Величества повеленiю . в г. Полотске на фасе площади  Полотскаго Кадетскаго Корпуса, противъ Николаевскаго Собора, въ воспоминанiе военныхъ событiй 1812года. Заложенiе таковаго памятника произходило  въ присутствiи Его Сiятельства, Генералъ-Губернатора Витебскаго, Могилевскаго и Смоленскаго, Генераль-Лейтенанта Князя Андрея Михайловича Голицына, Преосвященнейшаго Архiепископа Полотскаго и Витебскаго Василiя, Его Сiятельства,Состоящаго въ должности  Витебскаго Гражданскаго Губернатора, Камергера, Князя Сергiя Алексеевича Долгорукаго, Ихъ Превосходительствъ: Директора Полотскаго Кадетскаго Корпуса Генераль-Лейтенанта Федора Максимовича Ореуса, Витебскаго Губернскаго Предводителя Дворянства Николая Денисовича Гребницкаго и Председателя Витебской Казённой Палаты, Действи: Стат: Советника Петра Егоровича Рубцова и Полотскихъ- Архимандрита Филарета и Уезднаго Предводителя  Дворянства Трояна Ивановича Гласки . При Архитекоре Титулярномъ Советнике Фиксене.»
Отливкой чугунных деталей занимался коллектив полоцкого завода ОАО «Технолит-Полоцк», который в кратчайшие сроки освоил новую для себя технологию — художественное литьё из чугуна. Орлов, медали, большой и восемь малых куполов отливали из бронзы на Минском скульптурном комбинате.
Сборка памятника происходила с сентября по декабрь. Установка памятника была завершена 27 декабря 2009 года. В 2010 году памятник был освящен архиепископом Полоцким и Глубокским Феодосием.

## Памятник в фотоискусстве
Фотограф С. М. Прокудин-Горский осуществил уникальный фотографический проект «Местности, связанные с воспоминаниями о 1812 годе», сделав цветные фотоснимки мест, где проходили бои войны 1812 года. В Полоцке С. М. Прокудин-Горский снимал виды города, Полоцкий Спасо-Евфросиниевский монастырь, раку с мощами преподобной Евфросинии Полоцкой, ограду Струнской церкви, интерьер Николаевского собора и Полоцкий памятник героям Отечественной войны 1812 года.